# Wiltrude di Orléans
Wiltrude, chiamata anche Waldrada, Wialdrudt, Wialdruth, (785 circa – dopo l'834) era la figlia del conte Adriano d'Orléans (760 circa-822) della stirpe dei Geroldini e di sua moglie Waldrada della stirpe dei Guidonidi. Due dei suoi nipoti, Oddone e Roberto, divennero re dei Franchi occidentali.

## Biografia
Nell'808 sposò Roberto III, conte nell'Oberrheingau e nel Wormsgau dalla stirpe dei Robertingi. Lei stessa ereditò una ricca proprietà a Orléans, che nell'840 fece da base a suo figlio Roberto il Forte per la sua ascesa nel regno dei Franchi Occidentali dopo il suo trasferimento dal regno di Ludovico II il Germanico a quello di Carlo il Calvo.
Suo marito morì entro l'834; in quell'anno è documentata una donazione congiunta fatta dalla vedova e dal figlio Gontrano (Guntram) all'abbazia di Lorsch per la salvezza della sua anima.

## Famiglia e figli
Roberto III e Wiltrude ebbero i seguenti figli che raggiunsero l'età adulta:
- Oda sposò Guarniero IV, che divenne conte nel Wormsgau dopo l'840; i due presumibilmente divennero i capostipiti dei Salici;
- Gontrano di Worms (Guntram) (815-837) conte del Wormsgau dall'834 all'837;
- Una figlia dal nome sconosciuto, che sposò Megingoz I, che è documentato conte nel Wormsgau nell'876;
- Roberto il Forte († 866), i cui figli Oddone e Roberto divennero re del regno dei Franchi occidentali.

## Ascendenza
|                     |                     |                 | Genitori       |  |  | Nonni |  |  | Bisnonni |  |  | Trisnonni |  |
|                     |                     |                 |                |  |  |       |  |  | …        |  |  | …         |  |
|                     |                     |                 |                |  |  |       |  |  | …        |  |  | …         |  |
|                     |                     | …               |                |  |  |       |  |  | …        |  |  |           |  |
| Geroldo di Vintzgau |                     |                 |                |  |  |       |  |  | …        |  |  |           |  |
|                     |                     | …               | …              |  |  |       |  |  |          |  |  |           |  |
|                     |                     | …               | …              |  |  |       |  |  |          |  |  |           |  |
|                     |                     | …               | …              |  |  |       |  |  |          |  |  |           |  |
| Adriano d'Orléans   |                     | …               |                |  |  |       |  |  |          |  |  |           |  |
|                     |                     | Hnabi           | Huoching       |  |  |       |  |  |          |  |  |           |  |
|                     |                     | Hnabi           | Huoching       |  |  |       |  |  |          |  |  |           |  |
|                     |                     | Hnabi           | …              |  |  |       |  |  |          |  |  |           |  |
| Emma d'Alemannia    |                     | Hnabi           |                |  |  |       |  |  |          |  |  |           |  |
|                     |                     | …               | …              |  |  |       |  |  |          |  |  |           |  |
|                     |                     | …               | …              |  |  |       |  |  |          |  |  |           |  |
|                     |                     | …               | …              |  |  |       |  |  |          |  |  |           |  |
| Wiltrude d'Orléans  |                     | …               |                |  |  |       |  |  |          |  |  |           |  |
|                     | Teodorico I d'Autun | …               |                |  |  |       |  |  |          |  |  |           |  |
|                     | Teodorico I d'Autun | …               |                |  |  |       |  |  |          |  |  |           |  |
|                     | Teodorico I d'Autun | …               |                |  |  |       |  |  |          |  |  |           |  |
| Alleaume di Autun   | Teodorico I d'Autun |                 |                |  |  |       |  |  |          |  |  |           |  |
|                     |                     | Alda di Francia | Carlo Martello |  |  |       |  |  |          |  |  |           |  |
|                     |                     | Alda di Francia | Carlo Martello |  |  |       |  |  |          |  |  |           |  |
|                     |                     | Alda di Francia | …              |  |  |       |  |  |          |  |  |           |  |
| Waldrada            |                     | Alda di Francia |                |  |  |       |  |  |          |  |  |           |  |
|                     |                     | …               | …              |  |  |       |  |  |          |  |  |           |  |
|                     |                     | …               | …              |  |  |       |  |  |          |  |  |           |  |
|                     |                     | …               | …              |  |  |       |  |  |          |  |  |           |  |
| …                   |                     | …               |                |  |  |       |  |  |          |  |  |           |  |
|                     |                     | …               | …              |  |  |       |  |  |          |  |  |           |  |
|                     |                     | …               | …              |  |  |       |  |  |          |  |  |           |  |
|                     |                     | …               | …              |  |  |       |  |  |          |  |  |           |  |
|                     |                     | …               |                |  |  |       |  |  |          |  |  |           |  |